# Microcalyptra poecilotarsis
Microcalyptra poecilotarsis är en tvåvingeart som beskrevs av Fritz Isidore van Emden 1941. Microcalyptra poecilotarsis ingår i släktet Microcalyptra och familjen husflugor.
Artens utbredningsområde är Etiopien. Inga underarter finns listade i Catalogue of Life.